# Dark Thrones and Black Flags
Dark Thrones and Black Flags è il tredicesimo album in studio del gruppo musicale black metal norvegese Darkthrone, pubblicato il 20 ottobre 2008 da Peaceville Records.
La musica e i testi sono stati scritti per metà da Nocturno Culto e per metà da Fenriz tra l'estate 2007 e 2008, senza musicisti ospiti.
È stato pubblicato anche in edizione enhanced contenente due video intitolati Fucking Around, e in LP con un booklet differente.

## Tracce
1. The Winds They Called the Dungeon Shaker – 3:52
2. Death of All Oaths (Oath Minus) – 4:16
3. Hiking Metal Punks – 3:21
4. Blacksmith of the North (Keep that Ancient Fire) – 3:13
5. Norway in September – 5:46
6. Grizzly Trade – 4:16
7. Hanging Out in Haiger – 3:22
8. Dark Thrones and Black Flags – 2:24
9. Launchpad to Nothingness – 4:31
10. Witch Ghetto – 3:56

## Formazione
- Nocturno Culto - voce, chitarra, basso, missaggio, produzione
- Fenriz - voce, chitarra, batteria, fotografia, artwork

### Crediti[1][4]
- Hakon Grav - fotografia
- Metspö - fotografia
- Professor Mikael Ohlson - fotografia
- Raymond Olufsen - fotografia
- Mikki Myran - fotografia
- Tommy Schwaiger - fotografia
- Tobakken - fotografia
- Niten - fotografia
- Sverre Steinsland - fotografia
- Erik Sontum - fotografia
- Elin Naper - fotografia
- Dennis Dread - artwork
- Einar - artwork
- Einar Sjursø - artwork